# Cromwell (Oklahoma)
Cromwell és un poble dels Estats Units a l'estat d'Oklahoma. Segons el cens del 2000 tenia 265 habitants.

## Demografia
Segons el cens del 2000, Cromwell tenia 265 habitants, 97 habitatges, i 77 famílies. La densitat de població era de 95,6 habitants per km².
Dels 97 habitatges en un 36,1% hi vivien nens de menys de 18 anys, en un 57,7% hi vivien parelles casades, en un 15,5% dones solteres, i en un 20,6% no eren unitats familiars. En el 17,5% dels habitatges hi vivien persones soles l'11,3% de les quals corresponia a persones de 65 anys o més que vivien soles. El nombre mitjà de persones vivint en cada habitatge era de 2,73 i el nombre mitjà de persones que vivien en cada família era de 3,08.
Per edats la població es repartia de la següent manera: un 29,1% tenia menys de 18 anys, un 4,9% entre 18 i 24, un 24,2% entre 25 i 44, un 26,8% de 45 a 60 i un 15,1% 65 anys o més.
L'edat mediana era de 40 anys. Per cada 100 dones de 18 o més anys hi havia 84,3 homes.
La renda mediana per habitatge era de 30.833 $ i la renda mediana per família de 31.607 $. Els homes tenien una renda mediana de 18.750 $ mentre que les dones 21.250 $. La renda per capita de la població era de 12.751 $. Entorn del 15,2% de les famílies i el 20,1% de la població estaven per davall del llindar de pobresa.

## Poblacions més properes
El següent diagrama mostra les poblacions més properes.